# Guisborough
Guisborough – miasto i civil parish w Wielkiej Brytanii, w Anglii, w regionie North East England, w hrabstwie North Yorkshire, w dystrykcie (unitary authority) Redcar and Cleveland. Leży na pograniczu parku narodowego North York Moors, 12,7 km od miasta Middlesbrough, 64,2 km od miasta York i 342,5 km od Londynu. W 2011 roku civil parish liczyła 17 777 mieszkańców. Guisborough jest wspomniane w Domesday Book (1086) jako Chigesburg/Ghigesborg/Ghigesburg/Gighesborc/Giseborne.